# 巴瑟倫 (印地安納州)
巴瑟倫（英語：Busseron）是位於美國印地安納州諾克斯縣的一個非建制地區。該地的面積和人口皆未知。